# Церклевич Яніна Дмитрівна
Яніна Дмитрівна Церклевич (нар. 10 лютого 1945, село Гонорівка, тепер Ямпільського району Вінницької області) — українська радянська діячка, слюсар контрольно-вимірювальних приладів і автоматики Браїлівського цукрового заводу Вінницької області. Депутатка Верховної Ради СРСР 10—11-го скликань.

## Біографія
Народилася в родині службовця. Батько, Дмитро Якович Дзема, загинув на фронтах Другої світової війни у 1945 році. Разом із матір'ю та братами Яніна переїхала до селища Браїлова Вінницької області, де мати працювала на цукровому заводі. Закінчила Браїлівську середню школу.
У 1961—1974 роках — апаратниця, лаборантка хімводочистки ТЕЦ, кристалізаторниця Браїлівського цукрового заводу Вінницької області.
У 1974—1979 роках — ізолювальниця, апаратниця хімводочистки ТЕЦ Браїлівського цукрового заводу.
Освіта середня спеціальна. Без відриву від виробництва у 1979 році закінчила відділення тепломеханіки Вінницького політехнічного технікуму.
З 1979 року — слюсар контрольно-вимірювальних приладів і автоматики Браїлівського цукрового заводу Жмеринського району Вінницької області.
Потім — на пенсії у смт. Браїлів Жмеринського району Вінницької області.